# イケ・オパラ
イケ・オパラ（Ike Opara 、1989年2月21日 - ）は、アメリカ合衆国・ノースカロライナ州ダーラム出身の元プロサッカー選手。元アメリカ合衆国代表。現役時代のポジションはDF（CB）。

## 経歴

### クラブ
ウェイクフォレスト大学では2007年から2009年までの在籍で65試合に出場した。2007年にはサム・クローニンらとともにNCAA男子ディビジョンIサッカーチャンピオンシップ制覇を成し遂げた。
2010年のMLSスーパードラフトにて、サンノゼ・アースクエイクスの1位指名を受け入団。3月27日、シーズン開幕戦のレアル・ソルトレイク戦でプロデビューを果たした。
2012年12月12日、2013年のMLSスーパードラフトでの指名権とのトレードでスポルティング・カンザスシティに移籍。
2019年1月28日、ミネソタ・ユナイテッドFCに90万ドル＋オプション10万ドルの金銭トレードで移籍。

### 代表
2018年1月8日、A代表初召集。同月に開催されたボスニア・ヘルツェゴビナ代表戦でA代表デビューを果たした。

## タイトル

### クラブ
ウェイクフォレスト大学
- NCAA男子ディビジョンIサッカーチャンピオンシップ: 2007

カンザスシティ
- MLSカップ: 2013
- イースタン・カンファレンス: 2013
- USオープンカップ: 2015, 2017

### 個人
- MLSベストイレブン: 2017,[6] 2019[7]